# Гудиер (город)
Гудиер (англ. Goodyear) — город, расположенный в округе Марикопа (штат Аризона, США) с населением в 65 275 человек по статистическим данным переписи 2010 года. Третье место по росту численности населения в штате Аризона.

## История
Город был основан в 1917 году, когда компания Goodyear Tire and Rubber Company выкупила земли под выращивание хлопка для производства шин. Статус города Гудиер получил в 1985 году.
В 2008 году город был награждён премией All-America City Award (с англ. — «Всеамериканский город») присуждаемой Национальной гражданской лигой, которую неофициально называют «Нобелевской премией за конструктивное гражданство» и которая выдается за активную гражданскую позицию жителей некорпоративных сообществ Соединённых Штатов в жизни местного самоуправления.

## География
По данным Бюро переписи населения США город имеет общую площадь в 301,6 квадратных километров, водных ресурсов в черте населённого пункта не имеется.
Город расположен на высоте 295 метров над уровнем моря.

## Спорт
Бейсбольный клуб Кливленд.